# Estação Puerto
A Estação Puerto é uma das estações do Metrô de Valparaíso, situada em Valparaíso, seguida da Estação Bellavista. Administrada pelo Metro Regional de Valparaíso S.A., é uma das estações terminais do sistema.
A estação original foi inaugurada no século XIX, enquanto que a atual edificação foi inaugurada em 23 de novembro de 2005. Localiza-se no cruzamento da Avenida Errázuriz com a Rua Almirante Señoret. Atende o setor Puerto.